# Chiesa di Santa Maria della Stella alle Paparelle
La chiesa di Santa Maria della Stella alle Paparelle è una chiesa sconsacrata di Napoli. Si trova in via De Blasiis.
Il nome della Stella fa riferimento all'epiteto della Madonna Maris Stella; il toponimo Paparelle invece è dovuto al nomignolo dato nel Cinquecento dal popolo napoletano alle ospiti del collegio, derivato dal cognome della fondatrice.

## Storia
Si tratta di un tempio gentilizio rinascimentale realizzato nel 1519 da Giovanni Francesco Mormando come propria cappella.
Nel 1585 nelle adiacenze della chiesa fu fondato un conservatorio da Lucia Paparo, una religiosa di famiglia abbiente (il padre Aurelio fu tra i fondatori del Monte di Pietà); la Paparo vi si trasferì lasciando quello annesso al Sacro Tempio della Scorziata che lei stessa aveva cofondato precedentemente. 
Durante il Risanamento la cappella ha perso il suo slancio primitivo a causa del rialzamento dalla strada antistante: infatti per raggiungere il portale d'ingresso occorre scendere alcune scale.

## Descrizione
La chiesa ha una struttura molto caratteristica, infatti l'edificio è impostato come un classico tempietto rettangolare, con facciata scandita da lesene corinzie scanalate e terminante con un timpano con diaframma al centro; la decorazione è in piperno, con portale al centro sovrastato da una lunetta cava a tutto sesto, mentre ai lati del portale ci sono due nicchie a tutto sesto, poco profonde, sormontate da due tondi lievemente cavi. 
L'interno è caratterizzato dalla piccola navata unica, con volta a botte e abside lunettata. Ai lati si aprono tre nicchie che fungono da piccole cappelle, e presentano, anch'esse, la volta lunettata; la navata è scandita dal ritmo delle lesene binate e sull'altare c'era una immagine sacra. Dalla prima a sinistra si accede alla sagrestia, un piccolo ambiente rettangolare con un angusto spazio ricavato nella parete destra e una finestra sulla parete opposta; sulla parete di fondo vi è una piccola abside ed è posta una statua del Mormando raffigurante San Giovanni Battista, che però è stata mutilata delle mani da vandali.